# Привольненское сельское муниципальное образование
Привольненское
```
сельское муниципальное образование
 — 
сельское поселение
 в 
Яшкульском районе
 
Калмыкии
. Административный центр — посёлок 
Привольный
.
```

## География
Муниципальное образование расположено в северной части Яшкульского района и граничит:
- на севере (с запада на восток)- с Сарпинским СМО (Кетченеровский район),

Юстинским и Эрдниевским СМО (Юстинский район);
- на западе — с Чилгирским СМО;
- на юге — с Яшкульским СМО;
- на востоке — с Уттинским СМО и Эрдниевским СМО (Юстинский район).

Территория Привольненского СМО располагается в пределах одной геоморфологической области — Прикаспийской низменности. Мезорельеф на территории Привольненского СМО выражен слабо и представлен, в основном, плоскими понижениями, небольшими буграми. На общем фоне однообразного, практически плоского рельефа Привольненского СМО, следует выделить отдельные локальные элементы — бугры Бэра возвышаются над окружающей равниной на 5-10 м и в сочетании с межбугровыми понижениями, часто занятыми мелкими озёрами-ильменями, создают особые ландшафтные условия. По территории Привольненского СМО разбросано большое количество мелких озерных котловин, песчаных гряд и бугров.

### Климат
Климат СМО резко континентальный с жарким и очень сухим летом и умеренно холодной и малоснежной зимой. Территория характеризуется значительным показателям суммарной солнечной радиации, выраженным годовым ходом температуры воздуха, небольшим количеством выпадающих осадков (среднегодовое количество немногим более 250 мм). Разница между испаряемостью и количеством выпадающих осадков составляет 800—900 мм, что говорит о большом дефиците влаги. Малое количество осадков в сочетании с высокими температурами обусловливают сухость воздуха и почвы, а, следовательно, и большую повторяемость засух и суховеев. Общее число дней с суховеями составляет 100—120 дней.
Почвы
Территория Привольненского сельского муниципального образования расположена в почвенной провинции Прикаспийской низменности. Почвообразование происходит в условиях жаркого климата, острого дефицита влаги при непромывном типе водного режима. Значительное влияние на процессы почвообразования оказывает микрорельеф местности. В резко выраженных западинах и потяжинах, а также блюдцах, получающих дополнительное увлажнение за счёт стока с окружающих мест, формируются лугово-бурые почвы. Бурые полупустынные почвы приурочены к выпуклым поверхностям с хорошо выраженные стоком. Бессточные блюдца и понижения, а также наиболее выровненные пространства с затрудненным поверхностным стоком заняты солонцами.
Гидрография
Гидрографическая сеть на территории Привольненского СМО развита крайне слабо. В центральной части СМО располагается система озёр, часть из которых имеет временный характер (с наступлением засушливого периода, полностью исчезают).

## Население
| 2002 | 2010 | 2011 | 2012 | 2013 | 2014 | 2015 |
| ---- | ---- | ---- | ---- | ---- | ---- | ---- |
| 1060 | ↘872 | ↘868 | ↘858 | ↗881 | ↗900 | ↘894 |
| 2016 | 2017 | 2018 | 2019 | 2020 | 2021 |      |
| ↘871 | ↗874 | ↗875 | ↘867 | ↗882 | ↘769 |      |

По данным администрации муниципального образования численность населения на начало 2013 года составляет 1012 человек или 6,7 % от всего населения Яшкульского района. Плотность населения — 1,8 чел./км². Демографическая ситуация в целом стабильная, последние 10 лет наблюдается снижение численности населения вследствие миграционного оттока населения. В Привольненском СМО относительно низкая доля лиц пенсионного всего 7,1 % (2012 г.), доля детей напротив значительна и составляет 28,6 %.

### Национальный состав
В настоящее время в Привольненском сельском муниципальном образовании проживают представители более чем 10 этнических групп. Основную часть населения составляют представители 4 этносов: калмыки (49,5 %), даргинцы (28,1 %), чеченцы (9,2 %) и казахи (7 %).

## Состав сельского поселения
| № | Населённый пункт | Тип населённого пункта          | Население |
| - | ---------------- | ------------------------------- | --------- |
| 1 | Привольный       | посёлок, административный центр | ↘769      |

## Экономика
Отраслевая структура экономики Привольненского СМО имеет моноотраслевой характер. Промышленное производство на территории СМО отсутствует. Ведущей отрасль сельского хозяйства является животноводство. На территории хозяйственную деятельность осуществляют ОАО ПЗ «Улан Хееч», крестьянско-фермерские хозяйства и личные подсобные хозяйства.